# Stantonia testacea
Stantonia testacea är en stekelart som beskrevs av Gyöö Viktor Szépligeti 1908. Stantonia testacea ingår i släktet Stantonia och familjen bracksteklar. Inga underarter finns listade i Catalogue of Life.